# Sainte-Anne-d'Auray
Sainte-Anne-d'Auray (tiếng Breton: Santez-Anna-Wened) là một xã ở tỉnh Morbihan trong vùng Bretagne tây bắc Pháp. Xã này có diện tích 4,97 km², dân số năm 1999 là 1844 người. Khu vực này có độ cao từ 36-57 mét trên mực nước biển.
Cư dân của Sainte-Anne-d'Auray danh xưng trong tiếng Pháp là Saintannois.

## Tiếng Bretagne
Năm 2007, có 12,1% trẻ em học trường song ngữ ở cấp tiểu học.